# Windows Presentation Foundation
Windows Presentation Foundation (WPF, nazwa kodowa Avalon) – nazwa silnika graficznego i API bazującego na .NET 3, wchodzącego w skład WinFX. WPF integruje interfejs użytkownika, grafikę 2D i 3D, multimedia, dokumenty (nazwa kodowa Metro) oraz generowanie/rozpoznawanie mowy (do aplikacji sterowanych głosem). 

WPF jest częścią .NET Framework 3.0

API w WPF opiera się na języku XML, dokładniej na jego implementacji o nazwie XAML. Całość jest zawarta w nowym API WinFX, zaś graficzna część GUI wykorzystuje grafikę wektorową, budowaną z użyciem akceleratorów grafiki 3D i efektów graficznych udostępnianych przez WGF. Rozwiązanie to jest podobne do Quartz z Mac OS X.
Avalon jako część WinFX jest dostępny dla Windows XP, Windows Server 2003 i nowszych. Natomiast menedżer okien (ang. Desktop Composite Engine), który służy przygotowywaniu i wyświetlaniu GUI, dostępny jest tylko dla Windows Vista i nowszych. Interfejs użytkownika Aero bazuje na jego najniższych warstwach i ze względu na wydajność jest napisany w kodzie niezarządzanym (bez .NET).